# Chalkantyt
Chalkantyt (gr. chalkos - miedź, anthos - kwiat; kwiat miedzi) – minerał z gromady siarczanów. Jest powszechnie spotykany w większości kopalń siarczkowych rud miedzi. 

## Charakterystyka

### Właściwości
Tworzy zazwyczaj skupienia ziarniste, włókniste, naskorupienia, naloty i nacieki o promienistej budowie. Jest bardzo kruchy i przezroczysty. Bardzo łatwo rozpuszcza się w wodzie.

### Występowanie
Jest minerałem wtórnym w strefie utleniania kruszców miedzi. Może też tworzyć się jako ewaporat w klimacie suchym i gorącym z wód słonych jezior. Towarzyszą mu przede wszystkim coquimbit, chalkopiryt, malachit, brochantyt, kalcyt i piryt. 
Miejsca występowania:
- Na świecie: Niemcy – Rammelsberg, Goslar, Hiszpania, Wielka Brytania, Słowacja, USA, Chile – największe złoża na świecie powstałe w wyniku ewaporacji.

- W Polsce: występuje w kopalniach miedzi w rejonie Lubina, Polkowic, Rudnej. Spotykany na Pogórzu Kaczawskim, też w starych kopalniach Gór Świętokrzyskich.

### Zastosowanie
- lokalnie stosowany jako surowiec do otrzymywania miedzi (Chile),
- stosowany jako środek ochrony roślin,
- ma znaczenie naukowe,
- ma znaczenie kolekcjonerskie – bardzo często jest sztucznie hodowany, by otrzymać idealnie wykształcone kryształy,
- stosowany do niszczenia korzeni w rurach kanalizacyjnych.